# Кефенах
Кефенах (фр. Keffenach) је насеље и општина у Француској у региону Алзас, у департману Доња Рајна.
По подацима из 2011. године у општини је живело 208 становника, а густина насељености је износила 87,03 становника/km².

## Демографија
| 1962. | 1968. | 1975. | 1982. | 1990. | 2011. |
| ----- | ----- | ----- | ----- | ----- | ----- |
| 186   | 188   | 179   | 190   | 173   | 208   |